# Exploration de la Lune

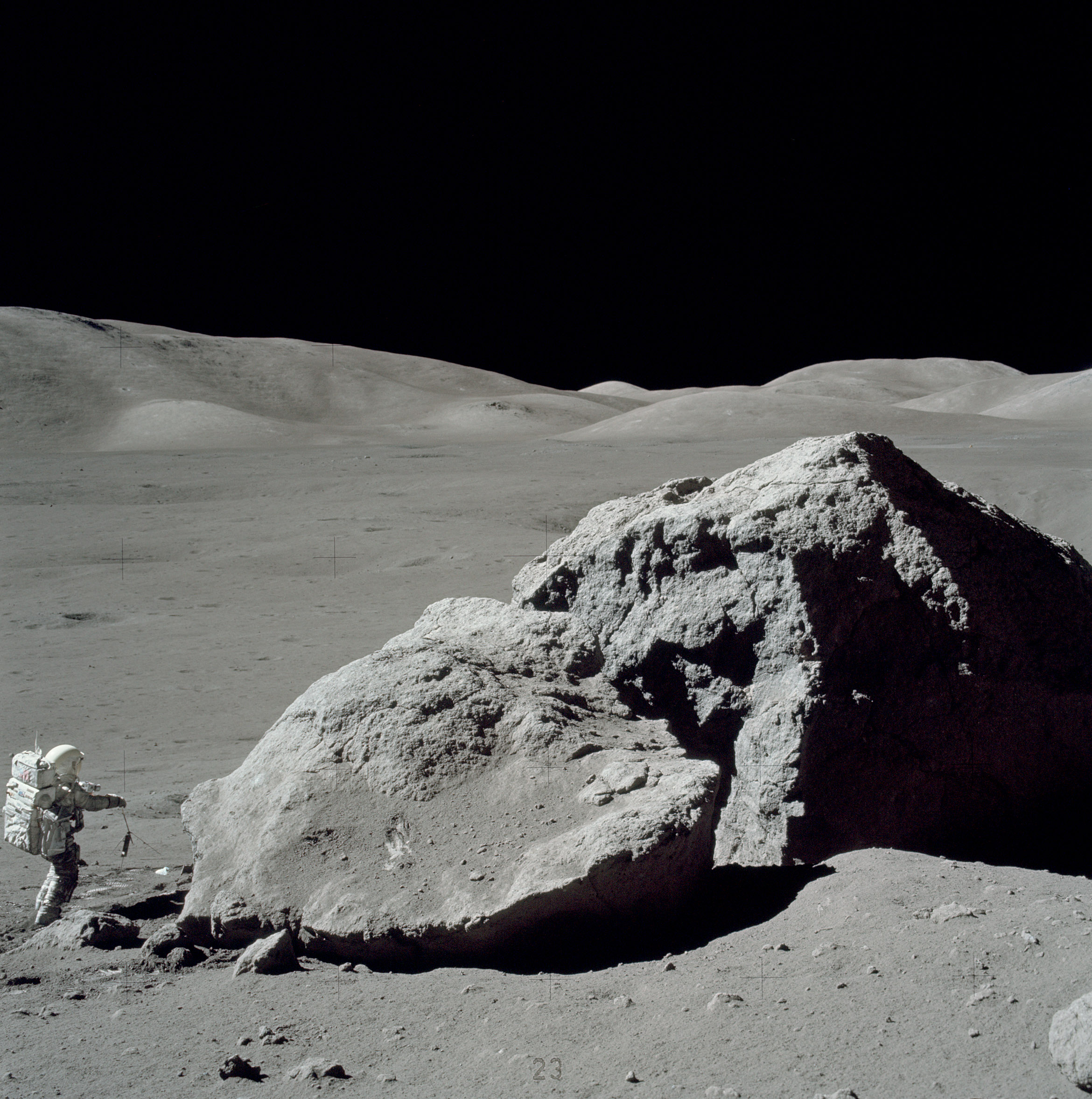
L'astronaute Harrison Schmitt à côté d'un rocher de la vallée Taurus-Littrow lors de la mission Apollo 17 (13 décembre 1972).

L'exploration de la Lune par des engins spatiaux constitue un objectif important dans les années 1950 dès le début de l'ère spatiale car cet astre, le plus proche de la Terre, est une cible relativement facile à atteindre tout en constituant un symbole fort. Les programmes soviétique Luna et américain Ranger inaugurent une série de missions d'exploration au moyen de sondes spatiales dont l'objectif principal est de cartographier et d'identifier les principales caractéristiques de l'environnement lunaire. Cette phase culmine avec le premier pas de l'homme sur la Lune par l'Américain Neil Armstrong le 21 juillet 1969, dans le cadre de la mission Apollo 11. Les données recueillies confirment l'image qui s'était progressivement dessinée au XXe siècle d'un monde froid et mort.
Dans le contexte de la guerre froide, l'exploration de la Lune est davantage motivée par la lutte entre les deux superpuissances de l'époque — les États-Unis et l'Union soviétique — que par la recherche scientifique, même si le programme Apollo permet de ramener près de 380 kilogrammes de roches lunaires sur Terre. Celles-ci, ainsi que les données recueillies par les instruments sur place, permettent de répondre à de nombreuses questions concernant la Lune tout en en soulevant de nouvelles. À la même époque, le programme lunaire habité soviétique est abandonné après les échecs rencontrés par le lanceur spatial lourd N-1. Cet échec est en partie compensé par l'envoi réussi des deux astromobiles Lunokhod (1970). Avec la fin du programme Apollo, l'exploration spatiale se détourne de la Lune pour se porter vers les planètes, plus lointaines mais relevant d'enjeux scientifiques jugés plus importants.
Le retour des hommes sur le sol lunaire est depuis les années 2000 un thème récurrent aux États-Unis, motivé par des considérations politiques plus que scientifiques. Le projet Constellation de la NASA, qui débute en 2004, a pour objectif l'envoi de missions habitées vers la Lune dans les années 2020. Il relance l'exploration scientifique de la Lune à travers les missions du programme Lunar Precursor Robotic (depuis 2009) et certaines missions américaines du programme Discovery. Celles-ci ont pour objectif de compléter les travaux entamés 50 ans auparavant, en particulier dans la région des pôles où la présence d'eau est détectée. Début 2010, le président Barack Obama annule le projet Constellation pour des raisons budgétaires. En 2017, la NASA décide de développer une station spatiale autour de la Lune, la Lunar Orbital Platform-Gateway, qui doit servir de relais pour des missions plus ambitieuses, d'abord vers la surface de la Lune puis vers Mars. À la demande du président américain Donald Trump, le programme Artemis est mis sur pied début 2019 pour envoyer des hommes à la surface de la Lune dès 2024. Cette échéance peu réaliste est repoussée mais le programme qui doit comprendre à terme une base permanente au pôle sud occupée périodiquement se poursuit activement en 2025.
Parallèlement, de nouvelles nations spatiales — le Japon dès 1990, la Chine depuis 2007 et l'Inde depuis 2008 — lancent des sondes spatiales vers la Lune car sa proximité permet d'acquérir plus facilement la maîtrise de ce type de mission complexe. La Chine poursuit sa montée en puissance dans le domaine spatial en déposant sur le sol lunaire le 14 décembre 2013 le rover Yutu dans le cadre de la mission Chang'e 3. Il s'agit de la première mission sur la surface de la Lune depuis 1976. Début 2019, la Chine effectue le premier atterrissage en douceur sur la face cachée de la Lune avec le rover de la mission Chang'e 4. L'Inde devait également faire atterrir Chandrayaan-2 en 2019 à la surface de la Lune tandis que la Chine lance à la fin de la même année la mission de retour d'échantillons Chang'e 5. Enfin la Chine développe les éléments (lanceur, atterrisseur) qui devrait lui permettre des hommes sur la Lune au début de la décennie 2030.

## Contexte des débuts de l'exploration spatiale de la Lune

### Un satellite mal connu
À l'époque où les premières sondes spatiales sont lancées vers la Lune, ce satellite naturel de la Terre, pourtant proche, garde une grande part de mystère. L'origine des cratères — cratère d'impact ou cratère volcanique — qui parsèment sa surface ne fait pas l'unanimité : certains rejettent encore l'idée qu'ils aient été créés par les impacts de météorites, une théorie élaborée quelques années auparavant. Le mode de formation des mers lunaires est également l'objet de controverses. La communauté scientifique est à peu près unanime sur le fait qu'elles sont constituées par de la lave, mais il y a divergence sur son origine, elle aussi attribuée au volcanisme ou à des météorites. D'autres explications sont avancées, comme celle de l'astronome Thomas Gold qui est largement diffusée dans les médias à la grande fureur du milieu scientifique : pour Gold, les mers sont formées par l'accumulation de débris produits par l'érosion des cratères et des parties les plus élevées de la surface lunaire ; cette poussière, prédit-il plus tard, va engloutir les sondes et les vaisseaux qui se poseront sur le sol lunaire. Certains chercheurs, comme le lauréat du prix Nobel de chimie Harold Clayton Urey, pensent que contrairement à la Terre, la Lune n'est pas une planète différenciée et qu'elle est constituée du matériau primitif présent à la formation du système solaire (théorie de la Lune froide). Le sol lunaire intrigue également car les observations effectuées depuis la Terre au moyen des instruments dans des bandes allant des rayons X aux ondes radio indiquent une grande porosité du matériau de surface, qui est nommé plus tard « régolithe ». Enfin, on ne dispose à l'époque que de quelques mauvaises photos de la face cachée de la Lune prises par la sonde spatiale soviétique Luna 3.

### Un enjeu politique de la guerre froide
La guerre froide entre les États-Unis et l'Union soviétique bat son plein au début de l'ère spatiale et les deux pays tentent de multiplier les premières spatiales pour prouver la supériorité de leur système politique. Dans cette course à l'espace les Soviétiques disposent de deux avantages : ils ont démarré leur programme spatial plus tôt et surtout leurs lanceurs, dérivés comme ceux des Américains de missiles balistiques porteurs de charges nucléaires, sont beaucoup plus puissants car ils ont été conçus pour porter des bombes atomiques aux dimensions plus importantes que les engins nucléaires américains : dès 1960, l'Union soviétique dispose de la fusée Molnia, capable de lancer vers la Lune une sonde spatiale de 1,5 tonne alors que le lanceur concurrent américain, l'Atlas-Agena, ne peut lancer que 300 kg vers la même destination.
L'exploration de la Lune, corps céleste le plus accessible depuis la Terre, figure dans les premiers objectifs des programmes spatiaux des deux pays. L'URSS réussit dès janvier 1959 à lancer la sonde spatiale Luna 1 qui effectue le premier survol de la Lune ; en octobre de la même année, Luna 3 parvient à photographier la face cachée de notre satellite. Les premières sondes américaines du programme Pioneer (1958-1960) qui poursuivent le même objectif sont victimes d'une série de défaillances. Le programme Ranger (1960-1963) prend le relais avec des sondes plus complexes permettant d'effectuer des photos de la Lune mais ne connait ses premiers succès qu'en 1963 après six échecs consécutifs. Le développement d'une deuxième génération de sondes interplanétaires américaines démarre au début des années 1960 avec le programme Mariner qui doit permettre d'explorer les planètes intérieures du système solaire (Mars, Vénus, Mercure) tandis que le programme Surveyor est chargé d'effectuer des investigations scientifiques de la Lune après un atterrissage en douceur sur son sol.

## Historique

### Course à l'espace (1959-1973)

#### Premières missions du programmeLuna
Les soviétiques sont à l'origine de plusieurs premières dans le cadre du programme Luna. La sonde Luna 1 effectue le premier survol de la Lune en janvier 1959. Le premier objet fabriqué par l'homme à atteindre la Lune est la sonde soviétique Luna 2, qui s'y écrase le 14 septembre 1959. La face cachée de la Lune est photographiée pour la première fois le 7 octobre 1959 par la sonde automatique Luna 3. Luna 9 est le premier engin à se poser en douceur sur la Lune ; elle retourne des photographies de la surface lunaire le 3 février 1966. Enfin, le premier satellite artificiel de la Lune est la sonde soviétique Luna 10, lancée le 31 mars 1966. Luna 12 retransmet des images télévisées de la Lune en octobre 1966.

#### Sondes lunaires américaines des années 1960
Parti avec retard, la NASA met sur pied plusieurs programmes destinés à préparer de manière systématique les futures missions habitées du programme Apollo.
Les premières sondes consacrées à l'exploration lunaire sont développées dans le cadre du programme Pioneer (1958-1960), antérieur au lancement du programme Apollo. Aucune n'atteint son objectif, du fait soit de défaillances du lanceur, soit de problèmes rencontrés par la sonde spatiale elle-même.
Les sondes du programme Ranger (1960-1965), après avoir connu une série d'échecs, envoient des milliers de photos prises avant de s'écraser sur la Lune.
Le programme Lunar Orbiter (1965-1967) est constitué de cinq sondes qui se placent en orbite autour de la Lune et réalisent des photographies détaillées des sites d'atterrissage présélectionnés pour les missions du programme Apollo. Ces photos permettent de cartographier 99 % de la surface lunaire.
Les sondes du programme Surveyor (1966-1968), en effectuant un atterrissage en douceur sur la Lune, donnent de précieuses indications sur la consistance du sol lunaire et les techniques d'atterrissage exploitant un radar. Ces données sont reprises pour définir les caractéristiques du train d'atterrissage du module lunaire Apollo.

#### ProgrammeApollo

Sites d'atterrissage des missions des programmes Luna, Surveyor et Apollo.

Dans son discours du 25 mai 1961, le président John Fitzgerald Kennedy annonce que les astronautes américains atterriront sur la Lune avant la fin de la décennie. Il lance ainsi le programme Apollo qui, grâce à une mobilisation sans précédent de moyens humains et de ressources financières, permettra d'atteindre l'objectif fixé.
Le 24 décembre 1968, les membres de l'équipage d’Apollo 8 (Frank Borman, Jim Lovell et William Anders) sont les premiers humains à apercevoir directement la face cachée de la Lune. Apollo 10 simule une mission lunaire, avec séparation d'un véhicule lunaire qui s'éloigne du vaisseau principal, mais ne se pose pas. Le premier atterrissage humain sur la Lune a lieu le 20 juillet 1969. C'est le point culminant de la course spatiale engagée entre les États-Unis et l'URSS, alors en pleine guerre froide. Le premier astronaute à poser le pied sur la Lune est Neil Armstrong, le capitaine de la mission Apollo 11. Six missions Apollo en tout se poseront sur la Lune. Les derniers hommes à marcher sur le sol lunaire sont le scientifique Harrison Schmitt et l'astronaute Eugene Cernan, au cours de la mission Apollo 17 en décembre 1972. Au total, douze hommes marchent sur la Lune.
Le bilan scientifique, modeste en regard de l'investissement consenti, n'en est pas moins important. Plus de 380 kg de roches lunaires sont ramenées sur Terre. Un ensemble d'instruments scientifiques, l'ALSEP, est déposé par cinq des six missions et fournit des données jusqu'en 1977. Les instruments de l'ALSEP sont différents suivant les missions : spectromètre, magnétomètre, détecteur sismique passif et actif, gravimètre… Les informations recueillies par les astronautes portent sur la composition du sol, la structure interne de la Lune, le rayonnement, la composition atmosphérique. Un véhicule, le rover lunaire, disponible à partir d'Apollo 15, permet d'élargir le rayon d'action des astronautes, qui passe de quelques centaines de mètres à une dizaine de kilomètres entre Apollo 11 et Apollo 17. Avec l'arrêt du programme Apollo, l'exploration spatiale se détourne de la Lune pour se porter vers des planètes plus lointaines associées à des enjeux scientifiques plus importants.

#### Programme soviétique: échec des missions habitées et succès des missions robotiques
Le programme Zond doit préparer les missions lunaires habitées soviétiques. Mais pour différentes raisons, les missions lunaires du programme sont un échec. Le programme lunaire habité soviétique est lui-même arrêté à la suite de défaillances répétées du lanceur N-1. Les Soviétiques décident de poursuivre l'exploration lunaire avec des sondes spatiales. Les sondes Luna 16 (1970), Luna 20 (1972) et Luna 24 (1976) parviennent à ramener chacune un échantillon de quelques centaines de grammes du sol lunaire.
Le 17 novembre 1970, Lunokhod 1 est le premier véhicule robotisé à explorer la surface. Lunokhod 2 (1973) parcourt près de 40 km sur le sol lunaire.

### Missions américainesClementine(1994) etLunar Prospector(1999): découverte de l'eau dans les régions polaires
Avec l'achèvement du programme Apollo (1972), la NASA abandonne l'étude de la Lune et consacre un budget, qui s'est par ailleurs fortement réduit, à l'exploration d'autres planètes du Système solaire : Mars, Mercure, puis les planètes externes. Durant près de 20 ans, les laboratoires qui avaient à leur disposition de nombreux échantillons de roches lunaires ramenées par les équipages du programme Apollo doivent s'appuyer sur les cartes établies par les missions Lunar Orbiter pour resituer ces roches dans un contexte géologique et minéralogique global. Ce n'est qu'au début des années 1990 que l'agence spatiale américaine s'intéresse de nouveau à la Lune.
La NASA lance en 1994 la sonde spatiale Clementine, dont les caméras cartographient la surface de la Lune dans 11 longueurs d'onde entre l'ultraviolet et le proche infrarouge. La sonde identifie des traces d'eau sur la Lune, découverte à l'origine du projet Lunar Prospector. Cette dernière mission repose sur un concept imaginé en 1988, qui consiste à identifier les éléments chimiques présents à la surface de la Lune en analysant le rayonnement gamma, les neutrons et les rayons alpha émis. Cette méthode doit permettre de trouver l'eau éventuellement stockée dans les zones des cratères lunaires plongés en permanence dans l'obscurité.
Lunar Prospector détecte des traces d'hydrogène, au fond des cratères qui ne sont jamais éclairés par le Soleil, qui pourraient indiquer la présence d'eau. L'analyse du rayonnement gamma permet de cartographier la distribution du titane et du fer et d'autres éléments soit abondants soit présents à l'état de trace. La distribution d'un matériau lunaire baptisé KREEP ainsi que de la majorité des roches lunaires est également établie. La carte du champ magnétique dressée à l'aide des instruments de Lunar Prospector montre qu'il est élevé aux antipodes des Mare Imbrium et Mare Serenitatis. Elle permet de mettre en évidence la plus petite magnétosphère jamais détectée. La carte du champ gravitationnel lunaire dressée à l'aide des instruments met en évidence sept nouvelles anomalies et démontre que la Lune a un petit noyau riche en fer de 300 kilomètres de diamètre.

### Débuts des nouvelles puissances spatiales
Dans les années 1990/2000, on assiste à la montée en compétence de nouvelles puissances spatiales : Japon, Europe, Chine, Inde. Celles-ci lancent leurs premières sondes spatiales d'exploration des planètes et satellites du Système solaire. Comme les États-Unis et l'Union soviétique, les agences spatiales de ces pays choisissent comme premier objectif la Lune. En effet, sa proximité réduit les difficultés techniques (durée du transit, complexité des manœuvres, contrôle de l'engin en quasi temps réel).

#### Japon
Le Japon est la première de ces nouvelles nations spatiales à se lancer dans l'exploration des planètes du Système solaire. L'agence spatiale japonaise ISAS développe d'abord un démonstrateur technologique, Hiten (MUSES-A), qui est placé en orbite en 1990. Celui-ci comprend un vaisseau mère de 193 kilogrammes placé sur une orbite terrestre haute permettant le survol de la Lune et un sous-satellite de 11 kg qui doit être largué puis freiner afin de se placer en orbite autour de la Lune. Les deux engins n'emportent aucun instrument scientifique hormis un détecteur de micro-météorites. Bien que la mission soit émaillée d'incidents, les objectifs de mise au point des techniques de vol interplanétaire sont à peu près remplis. Au début des années 2000, l'agence spatiale japonaise se lance dans le développement d'une véritable sonde spatiale lunaire, Lunar-A. Celle-ci comprend un orbiteur emportant deux pénétrateurs qui doivent être largués depuis l'orbite lunaire et s'enfoncer dans le sol lunaire. Chaque pénétrateur embarque un sismomètre et un instrument de mesure des flux thermiques internes dans le but de mesurer l'activité sismique et fournir des éléments sur la structure interne de notre satellite. Après dix ans de développement, le projet est abandonné en 2007 à la suite des difficultés de mise au point des pénétrateurs. Quelques mois seulement après l'annulation de Lunar-A, l'ISAS lance immédiatement après, en octobre 2007, la sonde spatiale SELENE/KAGUYA. Cet engin lourd de trois tonnes emportant une quinzaine d'instruments scientifiques dont deux sous-satellites est placé en orbite lunaire et étudie l'astre et son environnent de décembre 2007 à juin 2009. La mission est un succès et collecte des données très détaillées sur la surface de la Lune (topographie, composition du sol) ainsi que sur son environnement (plasma, champs magnétique et gravitationnel). Le développement de son successeur SELENE-2, un atterrisseur qui doit se poser dans les régions de latitude moyenne lunaire vers 2020, est abandonné en 2015.

#### Agence spatiale européenne
La sonde européenne SMART-1 s'insère en orbite autour de la Lune avec succès le 16 novembre 2004. Il s'agit surtout d'un démonstrateur technologique qui prouve que la propulsion électrique peut être utilisée sur des sondes spatiales.

#### Chine
La Chine se lance de manière méthodique dans l'exploration du Système solaire en mettant sur pied son programme d'exploration lunaire, aussi connu sous le nom Programme Chang'e.
Elle lance tout d'abord en 2007 un orbiteur, Chang'e 1, qui a pour objectif de cartographier et modéliser en trois dimensions certaines régions de la Lune.
En 2010, elle envoie une seconde sonde, Chang'e 2, qui entre en orbite autour de la Lune le 6 octobre 2010 et qui est ensuite envoyée au point de Lagrange L2 qu'elle atteint le 25 août 2011.
La sonde Chang'e 3, lancée le 1er décembre 2013, emporte un astromobile (rover) baptisé Yutu, qui se pose le 14 décembre de la même année dans la mer des pluies pour une mission d'une durée de trois mois. Chang'e 3 est le premier engin spatial à se poser en douceur sur la Lune depuis l'atterrissage de la sonde spatiale soviétique Luna 24 qui a ramené un échantillon de sol lunaire en 1976.
En janvier 2019, Chang'e 4 est le premier engin spatial à se poser sur la face cachée de la Lune. Lui aussi dépose un astromobile, Yutu 2.

#### Inde
L'agence spatiale indienne, l'Organisation indienne pour la recherche spatiale (ISRO), commence à travailler sur un programme d'exploration du Système solaire en 2002. L'agence spatiale décide en 2003 de porter ses premiers efforts sur la Lune avec une première sonde spatiale nationale, baptisée Chandrayaan-1, à compter de 2003. Celle-ci est lancée en 2008 et se place en orbite autour de la Lune. Les 11 instruments, fournis pour moitié par la NASA et l'Agence spatiale européenne, réalisent des découvertes scientifiques telles que la mesure de signatures signalant la présence d'eau, l'observation de tubes formées par la lave, la mise en évidence d'un volcanisme récent, etc. Toutefois, la mission s'achève de manière prématurée : une panne se produit neuf mois après le lancement et entraîne l'interruption de la mission, dont la durée initiale était de deux ans,.

#### Israël
Israël apporte sa contribution à l'exploration spatiale par le projet Beresheet, à l'initiative de l'organisation privée SpaceIL et de la société Israel Aerospace Industries. La sonde Beresheet est lancée le 22 février 2019 depuis Cape Canaveral par une fusée SpaceX Falcon 9. La sonde a la taille d'une « machine à laver ». Elle pèse à vide 150 kg, auxquels s'ajoutent 435 kg de carburant (méthylhydrazine) et de comburant (mélange d'oxydes d'azote). Elle emporte un magnétomètre conçu par l'Institut Weizmann, pour effectuer des mesures du champ magnétique du satellite pendant les heures suivant l'atterrissage. Beresheet emporte aussi un réflecteur fourni par la NASA, permettant une fois posé des mesures par laser de la distance Terre-Lune. Le 4 avril 2019, la sonde se place en orbite elliptique autour de la Lune, puis réalise plusieurs manœuvres pour préparer son atterrissage, mais ne parvient pas à se poser comme prévu le 11 avril 2019 et s'écrase sur la mer de la Sérénité.

### Nouveaux programmes américains d'atterrissage

#### Échec du programmeConstellation

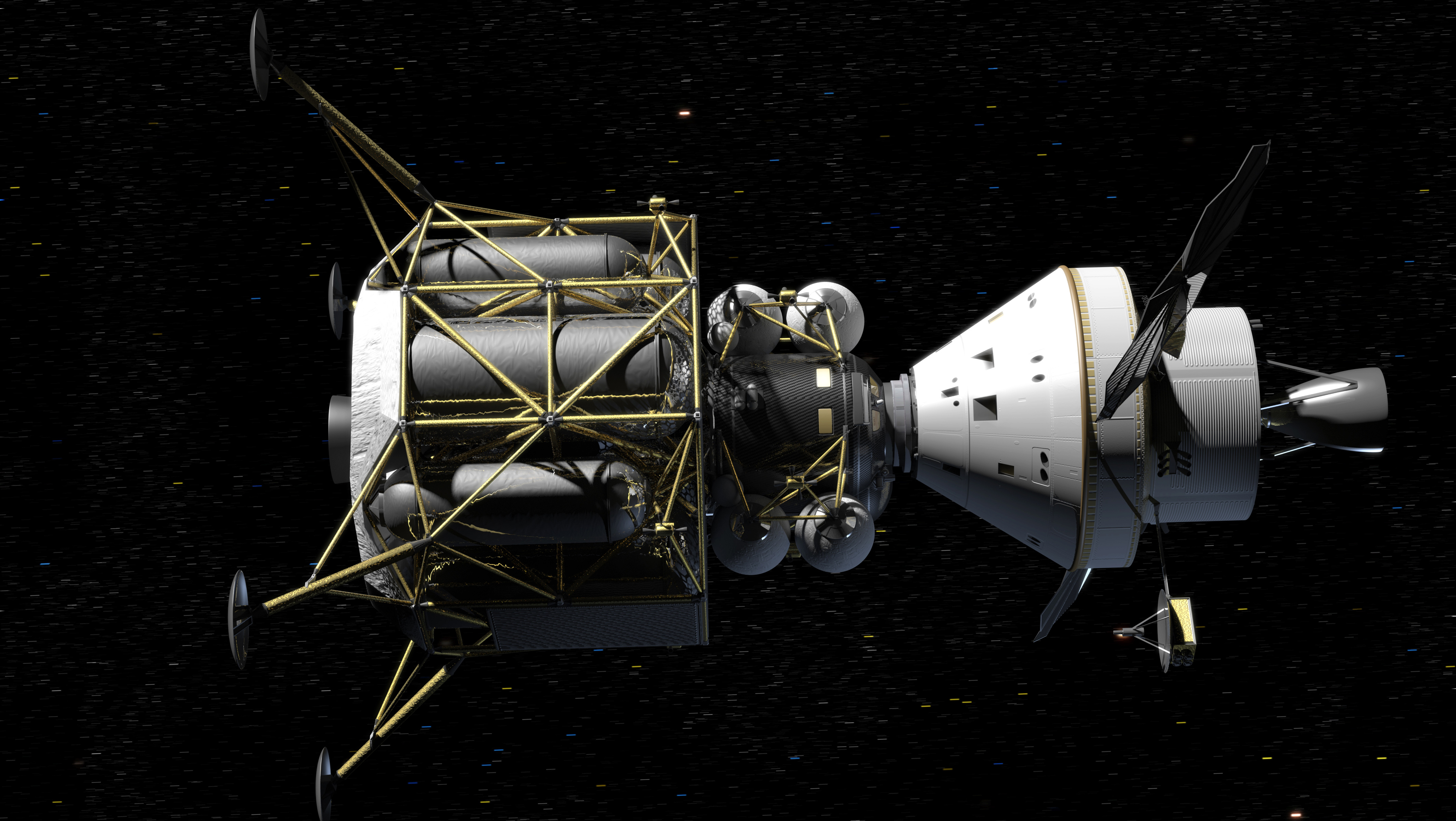
Concept du module lunaire Altair (à gauche) et du vaisseau Orion.

En janvier 2004, le président Bush décide de relancer les vols habités vers les autres astres en donnant le coup d'envoi au programme Constellation. Celui-ci prévoit à l'époque le retour d'astronautes sur notre satellite à l'horizon 2018/2020 pour un budget évalué à 104 milliards de dollars. Pour préparer ces missions, une série de sondes regroupées au sein du programme Lunar Precursor Robotic ou faisant partie du programme Discovery sont développées. LCROSS (2009) recherche la trace de présence d'eau dans les zones plongées en permanence dans l'obscurité près des pôles. LRO (2009) a également cette mission mais remplit également des objectifs de cartographie, mise au point de système géodésique… GRAIL (2011) doit dresser une carte détaillée du champ de gravité lunaire pour déterminer la structure interne de la Lune et optimiser la trajectoire des engins spatiaux. LADEE (2011) doit étudier l'atmosphère lunaire avant que les activités humaines ne la modifient trop.

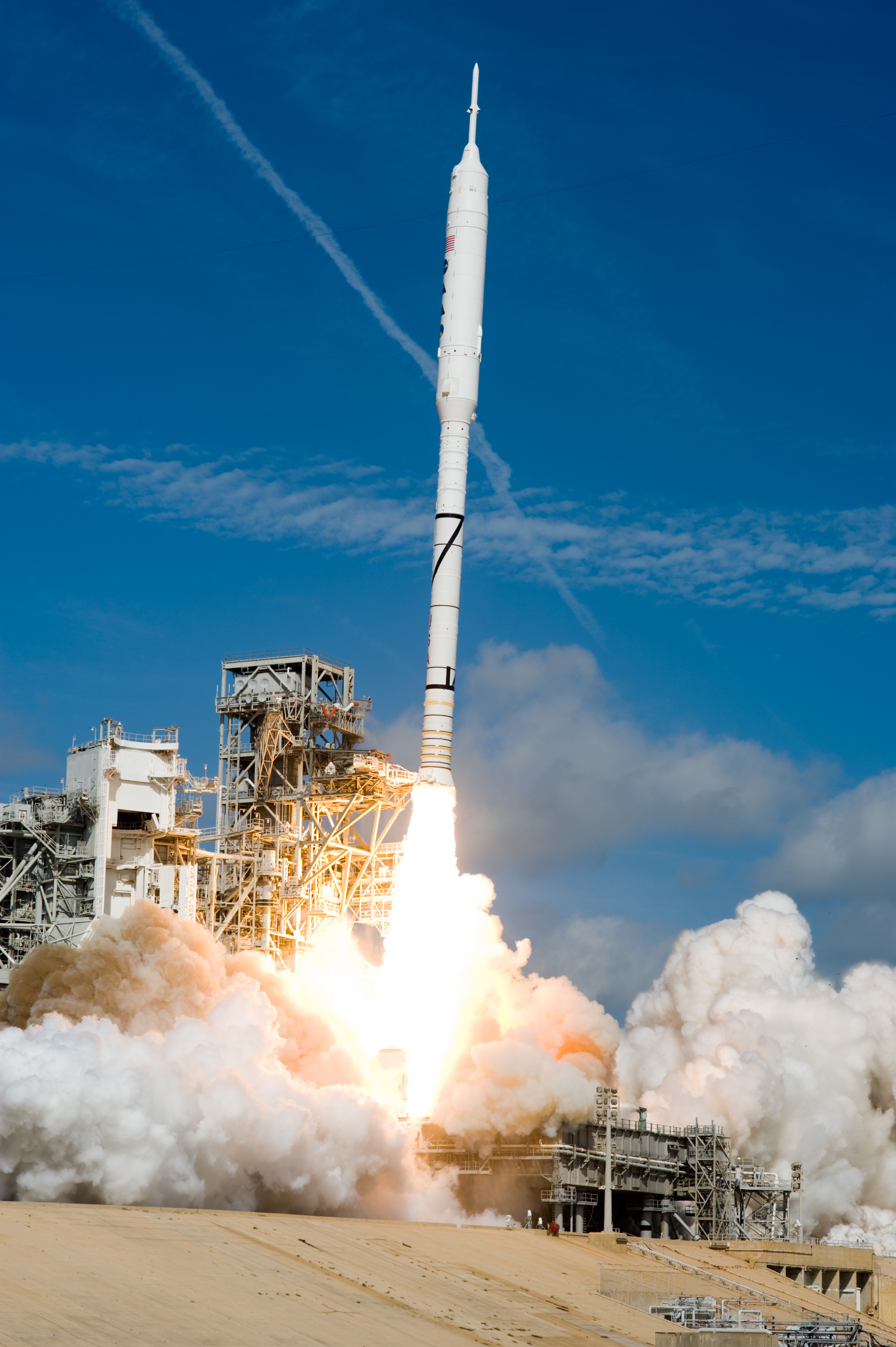
Décollage d'Ares I-.

Le programme Constellation prévoit le développement de deux nouveaux lanceurs — Ares I et Ares V — ainsi que de deux véhicules spatiaux : Orion, qui serait fabriqué par Lockheed Martin et qui reprend l'architecture du vaisseau Apollo, et le module lunaire Altair, susceptible de déposer quatre astronautes sur la Lune à partir de juin 2019 (voir le programme des missions élaboré en 2006).
Le premier vol de la fusée Ares I, la mission Ares I-X, a lieu avec succès le 28 octobre 2009. Mais fin 2009, le programme Constellation est remis en cause par la commission Augustine chargée d’examiner le programme spatial habité américain et le 1er février 2010, le président Obama annonce son intention de stopper le programme pour des raisons budgétaires, ce qu'il confirme le 11 octobre 2010. Toutefois, le développement du vaisseau Orion est maintenu pour des missions au-delà de l'orbite basse qui sont programmées au début des années 2020.
Après de nombreux reports de dates, il est prévu en 2011 que le premier vol d'Orion autour de la Lune se déroulera en 2020 pour une mission inhabitée. Le premier vol habité est quant à lui prévu pour 2023, avec un équipage de quatre astronautes. Mais le 13 mars 2019, Jim Bridenstine, administrateur de la NASA, annonce que la société Boeing, qui développe la fusée SLS depuis 2011 pour la NASA, n'est pas en situation d'assurer le premier vol en 2020.

#### Station spatiale lunaire (depuis 2017)

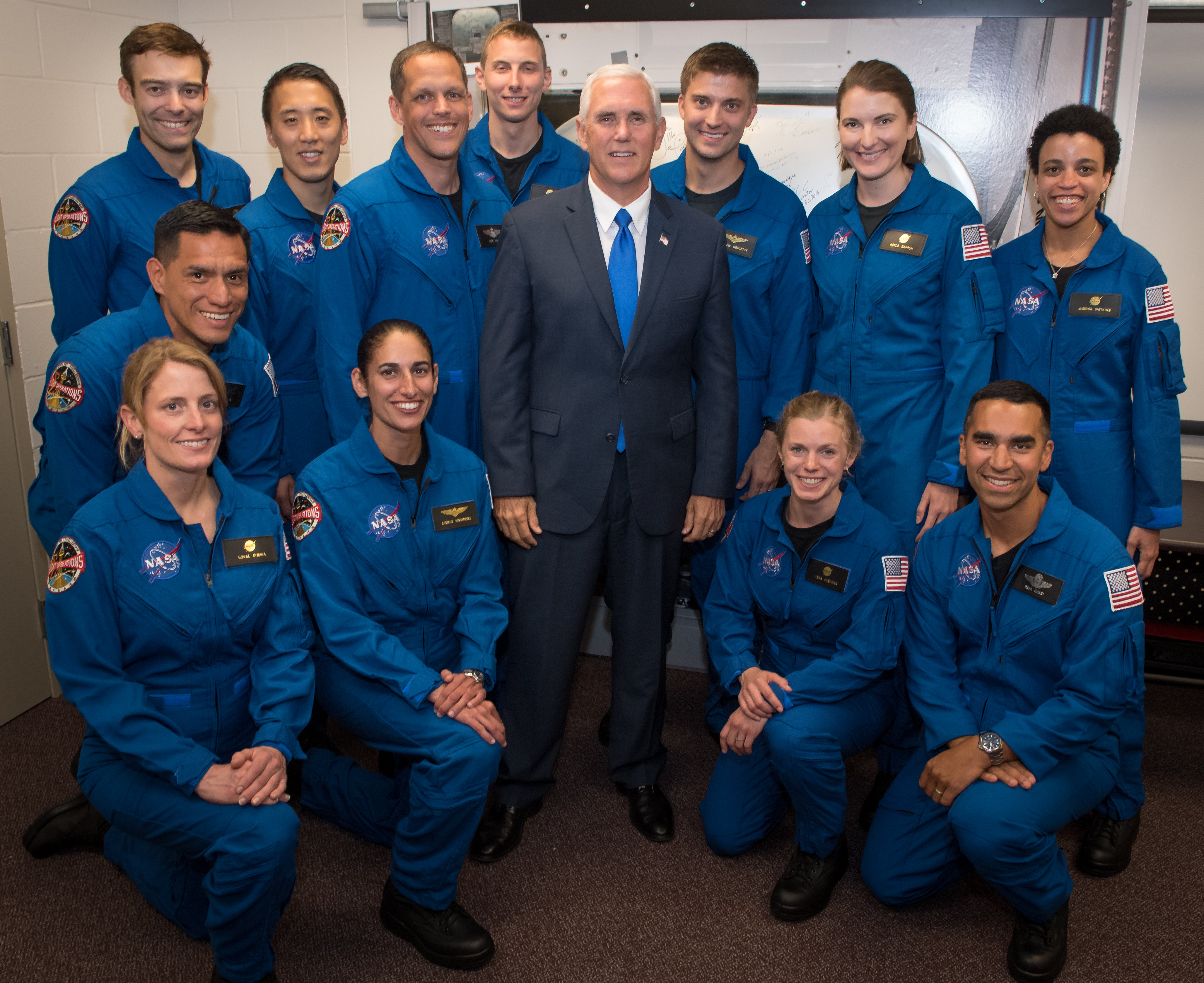
Le vice président Pence en 2017 accompagné de plusieurs astronautes.

En avril 2017, la NASA précise la stratégie de son programme spatial habité. Elle annonce le développement d'une station spatiale placée en orbite lunaire baptisée Deep Space Gateway (DSG). Celle-ci pourra accueillir des équipages pour une durée de 42 jours. Elle comprendra un module d'habitation, un module de propulsion et peut être un module servant de sas. La DSG sera assemblée à partir de composants transportés par le futur lanceur lourd SLS et elle sera desservie par le vaisseau Orion. Dans une première phase du programme, les équipages qui devraient occuper la station à partir de 2025 l'utiliseront pour apprendre à vivre et à travailler en orbite lunaire. Cette phase permettra également de pratiquer les rendez-vous entre vaisseaux loin de l'orbite terrestre basse. La NASA souhaite à ce stade faire appel aux entreprises privées et aux partenaires internationaux pour les missions de ravitaillement. Ces missions sont un préambule à l'envoi de missions vers Mars constituant la phase ultime du programme. Pour convoyer les équipages, il est prévu de développer un vaisseau spatial de grande taille, le Deep Space Transport. Celui-ci sera convoyé jusqu'à la station lunaire après un lancement par le SLS puis sera ravitaillé avant d'être lancé vers Mars avec un équipage de quatre à cinq personnes,,. La station spatiale lunaire doit permettre de déposer un équipage à la surface de la Lune en 2028, selon ce programme initial.

#### ProgrammeArtemis(depuis 2019)
En avril 2019, à quelques mois du cinquantième anniversaire de la mission Apollo 11 qui a vu le premier homme fouler le sol lunaire, le vice-président américain Mike Pence, après avoir adressé des reproches à la NASA et à ses sous-traitants pour le retard pris dans le développement du lanceur lourd SLS (la date du premier vol a glissé de 2017 à 2021), annonce que le président américain Donald Trump souhaite qu'un premier équipage soit déposé à la surface de la Lune dès 2024 soit quatre ans avant l'échéance prévue. Le site d'atterrissage serait situé près du pôle sud lunaire, qui est un objectif scientifique important et recèle également des stocks d'eau qui peuvent être exploités pour optimiser les séjours sur la Lune.
Cette annonce a donné naissance au programme Artemis, encore en cours en 2025. La première mission inhabitée, Artemis I, est lancée en 2022. Elle consiste en un lancement par le SLS et une mise en orbite rétrograde autour de la Lune d'un vaisseau Orion, puis au retour de cette capsule. C'est un succès total.
La mission Artemis II est programmée pour avril 2026 et devra emporter quatre astronautes pour un survol de la Lune. Les missions suivantes et la mise en place de la Lunar Gateway ont été programmées puis repoussées à plusieurs reprises.

#### Missions robotiques
Après l'annulation en avril 2018 du projet Resource Prospector (en), dont l'objectif était de prospecter au sol les ressources lunaires à l'aide d'un rover lourd téléguidé, la direction de la NASA annonce qu'elle confiera la dépose de missions robotiques sur la surface lunaire à des sociétés privées dans le cadre d'un programme baptisé Commercial Lunar Payload Services à l'image de ce qui a été fait pour le ravitaillement et la relève des équipages de la Station spatiale internationale (programmes COTS et CCDeV). L'objectif du programme est de réduire les coûts de l'exploration de la Lune et d'accélérer les missions de retour d'échantillons et de prospection de ressources ainsi que de promouvoir l'innovation et la croissance des sociétés commerciales du secteur.
Début juin 2019, la NASA sélectionne trois sociétés — Astrobotic Technology, Intuitive Machines et OrbitBeyond — pour le développement d'un atterrisseur lunaire. Celles-ci vont recevoir 250 millions US$ en contrepartie de la dépose sur le sol de 23 charges utiles.
Dans le cadre du programme Commercial Lunar Payload Services, l'atterrisseur Blue Ghost M1 de la société Firefly se pose le 2 mars 2025 dans la mer des Crises. Ce programme comprend également les missions Intuitive Machines 1 et Intuitive Machines 2, qui consistent à poser des atterrisseurs Nova-C. Celles-ci sont des demi-succès car les atterrisseurs se posent sur la Lune, mais sur le flanc, respectivement en février 2024 et mars 2025.

### Programmes des autres nations spatiales

#### Programme spatial indien
Les études sur Chandrayaan-2, successeur de Chandrayaan-1, démarrent avant même le lancement de cette dernière. Ses objectifs sont beaucoup plus ambitieux puisqu'elle vise à poser en douceur un engin spatial à la surface de la Lune et y déployer un astromobile. Au moment où le projet débute, seuls les soviétiques et les américains sont parvenus à réaliser une mission similaire. Aussi l'agence spatiale indienne décide de développer Chandrayaan-2 avec l'aide de la Russie. Le 12 novembre 2007, un accord de coopération est signé entre l'Organisation indienne pour la recherche spatiale (ISRO) et l'agence spatiale russe Roscosmos au terme duquel l'agence spatiale indienne développe l'orbiteur et le rover tandis que la Russie développe l'atterrisseur qui doit déposer le rover indien sur le sol lunaire. À la suite de l'échec de la mission russe Phobos-Grunt, les participants russes annoncent à leurs partenaires indiens qu'ils ne pourront respecter l'échéance fixée jusque-là à 2013 ni même celle de 2015, car l'atterrisseur russe utilise certains composants mis en cause dans l'échec de la sonde martienne. L'agence spatiale indienne décide en janvier 2013 de poursuivre seule le développement de Chandrayaan-2. Dans ce nouveau contexte, le lancement de la mission est repoussé à fin 2016/début 2017. Après une programmation du lancement en avril 2018. La sonde spatiale comprend un orbiteur, qui doit recueillir des données autour de la Lune pendant un an, et un atterrisseur. Ce dernier doit se poser à la surface du satellite près de son pôle sud pour une mission d'une quinzaine de jours. Il emporte un petit astromobile (rover) d'une vingtaine de kilogrammes. La sonde spatiale a une masse d'environ 3 tonnes. Pour placer en orbite cette masse accrue, le lanceur GSLV Mark II sélectionné à l'origine est remplacé par la version GSLV-Mk III.

#### Programme spatial chinois

##### Missions robotiques
Après avoir déposé sur le sol lunaire deux rover — Chang'e 3 en 2013 et Chang'e 4 sur la face cachée de la Lune (une première) en 2019 — la Chine poursuit son ambitieux programme d'exploration lunaire avec la première de retour d'échantillon du sol lunaire Chang'e 5 dont la date de lancement est planifiée fin 2019. La sonde spatiale doit ramener sur Terre un échantillon du sol lunaire d'une masse pouvant atteindre deux kilogrammes. L'atterrisseur doit se poser sur le sol lunaire près du Mons Rümker dans l'océan des Tempêtes. La sonde spatiale d'une masse totale de 8,2 tonnes comprend également un orbiteur. Chacun des modules (orbiteur, atterrisseur et rover) emporte des instruments scientifiques. Il s'agit de la première mission de retour d'échantillons de sol lunaire depuis la mission soviétique Luna 24 qui a eu lieu en 1976. Une mission jumelle Chang'e 6 est programmée vers 2023/2024 et devrait collecter un échantillon de sol lunaire au pôle sud,.
Deux autres missions robotiques à destination du pôle sud de la Lune — Chang'e 7 et Chang'e 8 — sont prévues avant 2030. La Chine a des plans encore plus ambitieux comprenant l'installation d'un laboratoire fonctionnant de manière automatique à la surface de la Lune puis l'envoi de missions avec équipage à la surface de la Lune après 2030.

##### Programme spatial habité
La Chine a annoncé en 2018 par des canaux non officiels[Lesquels ?] qu'elle prévoyait d'envoyer d'ici dix ans des astronautes chinois à la surface de la Lune. Pour envoyer les différents modules spatiaux nécessaires vers la Lune, le pays aurait recours à plusieurs lancements d'une nouvelle fusée (celle-ci n'a pas de désignation officielle : on parle de lanceur habité de nouvelle génération, CZ-X ou fusée 921) pouvant placer 70 tonnes en orbite basse, d'une capacité proche de celle de la Falcon Heavy. Le développement du lanceur lourd Longue Marche 9 d'une capacité de 130 tonnes en orbite basse, équivalent du SLS américain et évoqué depuis près de dix ans, semble donc abandonné. Le futur lanceur lunaire aurait une architecture assez proche de celle de la Falcon Heavy  pour ses deux premiers étages qui brûleraient un mélance de kérosène et d'oxygène liquide : un premier étage composé de trois blocs propulsés chacun par sept moteurs fusées YF-100K, un deuxième étage propulsé par deux YF-100K. Le lanceur disposerait par ailleurs d'un troisième étage cryogénique propulsé par deux ou trois moteurs-fusées YF-75. Haut de 87 mètres, le lanceur aurait une masse au décollage de 2 200 tonnes. Dans une première phase du programme une mission lunaire  comprendrait deux lancements : le premier  emportant le module lunaire, le second le vaisseau spatial habité chinois de nouvelle génération avec l'équipage. Les deux modules s'amarrerait en orbite lunaire haute puis l'orbite serait abaissée pour permettre l'atterrissage sur la Lune. Le module lunaire pourrait embarquer un équipage de deux personnes et serait composé d'un étage de descente largué juste avant l'atterrissage et d'un module pressurisé de cinq tonnes (disposant d'un delta-v de 2 640 m/s) contenant l'équipage qui serait chargé après une brève exploration de ramener en orbite les deux astronautes et de réaliser un rendez vous avec le vaisseau principal pour le transfert de l'équipage. La deuxième mission utiliserait un module lunaire disposant d'une capacité d'emport fortement accrue et s'appuierait sur une station spatiale en orbite autour de la Lune.

#### Programme spatial japonais
L'Institut des sciences spatiales et astronautiques de l'Agence d'exploration aérospatiale japonaise, la JAXA, développe la mission SLIM comportant un atterrisseur, dont le lancement est initialement programmé en 2021. Son objectif est de démontrer qu'on peut faire atterrir un engin spatial sur des corps planétaires avec une grande précision (moins de 100 mètres d'écart). Le degré de précision visé est supérieur d'un ordre de grandeur aux performances des atterrisseurs lunaires précédents (~1 km). Ce petit atterrisseur d'environ 400 kg devait être lancé par une fusée Epsilon vers 2021. Le niveau de précision recherché aurait permis de déposer un engin spatial dans des sites présentant un grand intérêt scientifique comme la caverne des collines Marius sur la Lune.
Par suite de l'annulation du vol de la fusée Epsilon par le gouvernement japonais, la mission SLIM est reportée à 2022 puis 2023. Finalement, SLIM décolle à bord d'un lanceur japonais H-IIA depuis la base de lancement de Tanegashima le 7 septembre 2023, dans le même lanceur que le télescope spatial à rayons X XRISM développé conjointement par le Japon et la NASA. L'ensemble des manœuvres orbitales sont un succès et la sonde spatiale SLIM se pose dans le cratère Shioli le 19 janvier 2023 à 0 h 20, heure de Tokyo, et transmet immédiatement des données qui permettent d'établir que l'objectif de précision a été atteint. Cependant, elle s'est posée sur le nez et ses panneaux solaires ne peuvent pas se déployer correctement. La sonde se réveille à trois reprises dans les mois qui suivent, mais elle finit par ne plus répondre et elle est abandonnée en août 2024.
L'atterrisseur Hakuto-R, de la société japonaise ispace, est lancé en décembre 2022 et se satellise autour de la Lune en mars de la même année, mais échoue à atterrir le 25 avril 2022. Le programme voit encore le lancement de l'atterrisseur Hakuto-R RESILIENCE, lancé le 15 janvier 2025 par le même lanceur que l'atterrisseur américain Blue Ghost. En mars 2025, RESILIENCE est toujours en cours de transit vers la Lune.

#### Programme spatial européen
L'Agence spatiale européenne étudie depuis 2014 une mission lunaire baptisée HERACLES avec l'Agence spatiale japonaise (JAXA) et l'Agence spatiale canadienne. La mission reposerait sur une sonde spatiale lourde (8,5 tonnes) comprenant un astromobile qui serait déposé à la surface de la Lune et serait utilisé pour collecter des d'échantillons de sol lunaire, lesquels seraient ramenés en orbite dans le cadre de la même mission. La mission s'appuierait sur la station spatiale lunaire développée à l'initiative de la NASA. La décision de développer la mission doit être prise en 2019 par le conseil des ministres européens et la mission est annulée.

#### Programme spatial russe
La Russie étudie depuis 1997 plusieurs missions lunaires, mais a du mal depuis cette époque à dégager un budget suffisant, malgré des tentatives de coopération internationale avec l'Inde puis l'Europe. Le contenu des missions envisagées est régulièrement refondu et le calendrier repoussé. Le principal institut de recherche russe impliqué dans la définition des missions, l'Académie des sciences de Russie, et Roscosmos ont défini en 2016 les principaux objectifs du programme d'exploration russe : résoudre d'importantes questions scientifiques (origine et évolution de la Lune, caractéristiques des régions polaires, volatiles présents, exosphère et rayonnement) permettant de fournir les éléments indispensables (connaissances du terrain, ressources exploitables) aux futures missions avec équipage, ce programme des missions robotiques de complexité croissante tenant compte du niveau de maitrise technique des ingénieurs russes et des contraintes budgétaires. À terme, le programme doit permettre l'installation d'observatoires de l'espace profond et du système solaire et de laboratoires scientifiques. Pour remplir ces objectifs, les missions robotiques suivantes étaient prévues selon le plan suivant en 2016 : 
- l'atterrisseur Luna-Glob (Luna 25) est un engin spatial léger qui devait effectuer une première analyse du régolithe lunaire dans les régions polaires jusqu'à une profondeur de 50 centimètres et collecter des données sur l'exosphère. Il devait également valider les techniques d'atterrissage et les systèmes de télécommunications mis en œuvre par les missions lunaires suivantes ;
- l'orbiteur Luna Resours (Luna 26) devait être placé sur une orbite polaire de 100 km. Sa mission était de cartographier l'ensemble de la Lune, d'analyser l'exosphère et le plasma autour de la Lune, d'identifier des sites d'atterrissage dans les régions polaires et de servir de relais de télécommunications pour les missions au sol. Sa date de lancement était prévue vers 2020 ;
- l'atterrisseur Luna Resours (Luna 27) est un engin plus lourd qui devait atterrir également dans la région du pôle sud. Il devait effectuer une analyse du régolithe lunaire jusqu'à une profondeur de 2 mètres et collecter des données sur l'exosphère. Sur le plan technologique, il devait valider une technique d'atterrissage de haute précision permettant d'éviter les obstacles au sol. Il devait mettre en œuvre une foreuse capable de préserver la température des carottes de terrain prélevées. Sa date de lancement est prévue vers 2021 ;
- la mission retour d'échantillon Luna Grunt (Luna 28) avait pour objectif de ramener sur Terre des échantillons du sol lunaire dont la température a été préservée.

L'envoi d'un astromobile sur le sol lunaire (mission Luna 29) était prévu à une date ultérieure non précisée.
Luna 25 a été lancée le 11 août 2023. Les communications avec l'engin spatial ont été interrompues le 19 août 2023 à 14 h 57, heure de Moscou. Les premières analyses effectuées montrent que la sonde est sortie de son trajet prévu et s’est écrasée sur la Lune.[source insuffisante] En avril 2025, c'est la seule mission de ce plan initial à avoir été effectivement lancée.

#### Corée du Sud
La Corée du Sud décide au milieu des années 2010 de lancer un programme d'exploration de la Lune. Le projet fait partie d'un plan de développement des activités spatiales coréennes implémenté par l'agence spatiale sud-coréenne, le KARI. Ce plan repose sur la mise au point d'un lanceur national de moyenne puissance (KSLV-II). Le programme lunaire prévoit initialement dans une première phase (2015-2018) le développement de l'orbiteur lunaire Korea Pathfinder Lunar Orbiter, qui devait être lancé fin 2020. Les objectifs de cette mission sont de mettre au point les techniques nécessaires aux missions interplanétaires et de collecter des données scientifiques. La sonde spatiale, d'une masse de 550 kg, doit se placer sur une orbite polaire de 100 km pour une mission d'une durée d'un an. Le budget alloué à la mission est de 198 milliards de wons (environ 156 millions d'euros en 2016).
Le lanceur KSLV-II n'étant pas près à la date prévue, la mission, rebaptisée Danuri, a été reportée et lancée le 4 août 2022 par un lanceur Falcon 9 Bloc 5 décollant depuis la base de Cape Canaveral en Floride. Elle est en orbite autour de la Lune depuis le 17 décembre 2022 et devrait être prolongée jusqu'en 2025.

## Miniaturisation et coûts des missions lunaires robotiques
La miniaturisation des satellites, permise principalement par les progrès de l'électronique, a abouti à la construction de satellites de quelques dizaines de kilogrammes capables de remplir des taches opérationnelles en orbite terrestre. L'utilisation d'engins spatiaux de cette taille pour des missions interplanétaires est beaucoup plus complexe : nécessité d'un système propulsif efficace, enchaînement de manœuvres complexes, charge utile plus sophistiquée, environnement thermique plus agressif, distance pénalisante pour les télécommunications. Néanmoins, plusieurs nano-satellites expérimentaux de moins de 10 kilogrammes de type CubeSat ont été lancés ou vont l'être au cours de la décennie 2010 pour remplir des missions interplanétaires. En particulier, il est prévu de lancer en 2020 13 CubeSats 6U, embarqués en tant que charge utile secondaire, doivent être placés dans l'espace interplanétaire ou en orbite lunaire dans le cadre de la mission Exploration Mission 1 de la NASA. Parmi ces nano-satellites figurent plusieurs engins prenant en charge pour la première fois des missions d'exploration lunaire dévolues habituellement à des sondes spatiales « lourdes » : 
- Lunar IceCube est un CubeSat 6U de la NASA qui sera le premier satellite de cette taille embarquant un moteur ionique. Celui-ci d'une poussée d'un millinewton a une impulsion spécifique de 2 130 secondes et utilise comme ergol de l'iode. Le CubeSat emporte un spectromètre miniaturisé qui doit lui permettre d'analyser les volatiles à la surface de la Lune[52].
- Lunar Flashlight est un CubeSat 6U de la NASA qui doit se placer sur une orbite particulièrement basse autour de la Lune et utiliser un laser fonctionnant en proche infrarouge pour permettre à un spectromètre embarqué d'effectuer des mesures des volatiles (dont l'eau) présents dans les régions polaires restant en permanence à l'ombre[53].
- Lunar Polar Hydrogen Mapper est un CubeSat 6U de la NASA qui doit se placer sur une orbite basse autour de la Lune et utiliser un détecteur de neutrons à scintillation pour mesurer la proportion d'hydrogène présente dans la couche superficielle de la surface de la Lune et en déduire la proportion d'eau[54].
- OMOTENASHI est un CubeSat 6U développé par l'agence spatiale japonaise (JAXA) qui doit démontrer la faisabilité d'un atterrisseur lunaire de très petite taille. Pour se poser sur la Lune l'engin utilise un moteur à propergol solide de 6 kg et un airbag (vitesse d'atterrissage 60 m/s)[55].
- EQUULEUS est un CubeSat 6U développé conjointement par l'université de Tokyo et l'agence spatiale japonaise (JAXA) qui doit mesurer la distribution du plasma dans l'environnement spatial de la Terre et valider l'utilisation de trajectoires à faible énergie pour se déplacer à proximité du point de Lagrange L2 du système Terre-Lune[55].

## Chronologie des missions d'exploration de la Lune

### Missions en cours de développement ou à l'étude
| Date  | Mission                | Pays                | Type                                                  | Statut               |
| ----- | ---------------------- | ------------------- | ----------------------------------------------------- | -------------------- |
| ~2025 | VIPER                  | États-Unis          | Astromobile                                           | En développement     |
| ~2025 | Luna 26                | Russie              | Orbiteur                                              | En développement     |
| ~2025 | Luna 27 (Luna-Resours) | Russie              | Atterrisseur                                          | À l'étude            |
| ~2025 | Chang'e 7              | Chine               | Orbiteur, atterrisseur, astromobile, satellite relais | En développement     |
| ~2025 | Rashid 2               | Émirats arabes unis | astromobile                                           | En développement     |
| ~2025 | Hakuto-R RESILIENCE    | Japon               | atterrisseur et astromobile                           | Lancée, en transfert |
| 2026  | Artemis II             | États-Unis          | Mission habitée en orbite                             | En développement     |
| ~2026 | LUPEX                  | Inde Japon          | Atterrisseur, astromobile                             | À l'étude            |
| ~2026 | HERACLES               | Europe Japon        | Mission de retour d'échantillons, astromobile         | Annulée              |
| ~2027 | Luna 28 (Luna-Grunt)   | Russie              | Mission de retour d'échantillon                       | À l'étude            |

### Chronologie des missions spatiales en cours ou passées
| Mission                           | Pays                                 | Date de lancement | Type de mission                             | Modèle de sonde | Résultats |
| --------------------------------- | ------------------------------------ | ----------------- | ------------------------------------------- | --------------- | --- |
| Luna 1A                           | Union soviétique                     | 23 septembre 1958 | Impact lunaire                              | Ye-1            | Échec au lancement (1er étage). |
| Luna E-1 No.2                     | Union soviétique                     | 11 octobre 1958   | Impact lunaire                              | Ye-1            | Échec au lancement (1er étage). |
| Luna E-1 No.3                     | Union soviétique                     | 4 décembre 1958   | Impact lunaire                              | Ye-1            | Échec au lancement (2e étage). |
| Luna 1                            | Union soviétique                     | 2 janvier 1959    | Impact lunaire                              | Ye-1            | Échec partiel Survol de la Lune à une distance de 5 955 km.                                                                                    |
| Pioneer 4                         | États-Unis                           | 3 mars 1959       | Survol                                      |                 | Échec de la mise sur orbite. Passe à moins de 60 000 km de la Lune.                                                                            |
| Luna E-1A No.1                    | Union soviétique                     | 18 juin 1959      | Impact lunaire                              | Ye-1A           | Échec au lancement (2e étage). |
| Luna 2                            | Union soviétique                     | 12 septembre 1959 | Impact lunaire                              | Ye-1A           | Succès. Premier objet artificiel sur le sol de la Lune.                                                                                        |
| Luna 3                            | Union soviétique                     | 4 octobre 1959    | Orbite circumlunaire                        | Ye-2A           | Premières photos de la face cachée de la Lune.                                                                                                 |
| Luna E-3 No.1 (en)                | Union soviétique                     | 15 avril 1960     | Orbite circumlunaire                        | Ye-3            | Échec au lancement (dernier étage). |
| Luna E-3 No.2 (en)                | Union soviétique                     | 19 avril 1960     | Orbite circumlunaire                        | Ye-3            | Échec au lancement (1er étage). |
| Ranger 1                          | États-Unis                           | 23 août 1961      | Qualification sonde lunaire                 |                 | Échec au lancement. |
| Ranger 2                          | États-Unis                           | 18 novembre 1961  | Qualification sonde lunaire                 |                 | Échec au lancement. |
| Ranger 3                          | États-Unis                           | 18 novembre 1961  | Impacteur                                   |                 | Échec, mauvaise trajectoire. |
| Ranger 4                          | États-Unis                           | 23 avril 1962     | Impacteur                                   |                 | Échec, mauvaise trajectoire. |
| Ranger 5                          | États-Unis                           | 18 octobre 1962   | Impacteur                                   |                 | Échec, mauvaise trajectoire. |
| Spoutnik 25 (en)                  | Union soviétique                     | 4 janvier 1963    | Atterrisseur                                | Ye-6            | Échec. La sonde ne parvient pas à quitter l'orbite terrestre.                                                                                  |
| Luna E-6 No.3 (en)                | Union soviétique                     | 3 février 1963    | Atterrisseur                                | Ye-6            | Le lanceur ne suit pas la trajectoire programmée.                                                                                              |
| Luna 4                            | Union soviétique                     | 2 avril 1963      | Atterrisseur                                | Ye-6            | Échec. Survol de la Lune à une distance de 833 km.                                                                                             |
| Ranger 6                          | États-Unis                           | 30 janvier 1964   | Impacteur                                   |                 | Panne des caméras. |
| Luna E-6 No.6 (en)                | Union soviétique                     | 21 mars 1964      | Atterrisseur                                | Ye-6            | Le dernier étage lanceur ne parvient pas à atteindre l'orbite désirée.                                                                         |
| Luna E-6 No.5 (en)                | Union soviétique                     | 20 avril 1964     | Atterrisseur                                | Ye-6            | Le quatrième étage du lanceur ne s'allume pas.                                                                                                 |
| Ranger 7                          | États-Unis                           | 28 juillet 1964   | Impacteur                                   |                 | Première sonde américaine à transmettre des images proches de la surface lunaire. 4 300 photographies pendant les 17 dernières minutes de vol. |
| Ranger 8                          | États-Unis                           | 17 février 1965   | Impacteur                                   |                 | Plus de 7 000 photographies pendant près de 23 minutes.                                                                                        |
| Ranger 9                          | États-Unis                           | 21 mars 1965      | Impacteur                                   |                 | 5 814 photographies pendant les 19 dernières minutes de vol.                                                                                   |
| Cosmos 60 (en)                    | Union soviétique                     | 12 mars 1965      | Atterrisseur                                | Ye-6            | La sonde ne parvient pas à quitter l'orbite terrestre.                                                                                         |
| Luna E-6 No.8 (en)                | Union soviétique                     | 10 avril 1965     | Atterrisseur                                | Ye-6            | Le dernier étage lanceur ne parvient pas à atteindre l'orbite désirée.                                                                         |
| Luna 5                            | Union soviétique                     | 9 mai 1965        | Atterrisseur                                | Ye-6            | La sonde s'écrase sur le sol lunaire. |
| Luna 6                            | Union soviétique                     | 8 juin 1965       | Atterrisseur                                | Ye-6            | La sonde passe au large de la Lune à une distance de 159 000 km .                                                                              |
| Luna 7                            | Union soviétique                     | 4 octobre 1965    | Atterrisseur                                | Ye-6            | La sonde s'écrase sur le sol lunaire. |
| Luna 8                            | Union soviétique                     | 3 décembre 1965   | Atterrisseur                                | Ye-6            | La sonde s'écrase sur le sol lunaire. |
| Luna 9                            | Union soviétique                     | 31 janvier 1966   | Atterrisseur                                | Ye-6M           | Premier atterrissage en douceur et première photo prise depuis la surface de la Lune.                                                          |
| Cosmos 111 (en)                   | Union soviétique                     | 1er mars 1966     | Orbiteur                                    | Ye-6S           | La sonde reste bloquée sur l'orbite terrestre.                                                                                                 |
| Luna 10                           | Union soviétique                     | 31 mars 1966      | Orbiteur                                    | Ye-6S           | Premier orbiteur, opérationnel jusqu'au 30 mai 1966.                                                                                           |
| Surveyor 1                        | États-Unis                           | 30 mai 1966       | Atterrisseur                                |                 | Premier atterrissage en douceur sur la Lune d'une sonde américaine. Actif jusqu'au 14 juillet 1966. 11 237 images envoyées.                    |
| Lunar Orbiter 1                   | États-Unis                           | 10 août 1966      | Orbiteur                                    |                 | Premier orbiteur américain, opérationnel du 18 au 29 août 1966.                                                                                |
| Luna 11                           | Union soviétique                     | 24 août 1966      | Orbiteur                                    | Ye-6LF          | Opérationnel jusqu'au 31 octobre 1966. |
| Surveyor 2                        | États-Unis                           | 20 septembre 1966 | Atterrisseur                                |                 | Échec. |
| Luna 12                           | Union soviétique                     | 22 octobre 1966   | Orbiteur                                    | Ye-6LS          | Photos prises depuis l'orbite lunaire. |
| Lunar Orbiter 2                   | États-Unis                           | 6 novembre 1966   | Orbiteur                                    |                 | Opérationnel du 18 au 25 novembre 1966. |
| Luna 13                           | Union soviétique                     | 21 décembre 1966  | Atterrisseur                                | Ye-6M           | Répétition de la mission Luna 9. |
| Lunar Orbiter 3                   | États-Unis                           | 4 février 1967    | Orbiteur                                    |                 | Opérationnel du 15 au 23 février 1967. |
| Cosmos 159 (en)                   | Union soviétique                     | 17 avril 1967     | Orbiteur                                    | Ye-6LS          | Se place sur une mauvaise orbite terrestre. |
| Surveyor 3                        | États-Unis                           | 17 avril 1967     | Atterrisseur                                |                 | Actif jusqu'au 3 mai 1967. 6 315 images envoyées.                                                                                              |
| Lunar Orbiter 4                   | États-Unis                           | 8 mai 1967        | Orbiteur                                    |                 | Opérationnel du 11 au 26 mai 1967. |
| Surveyor 4                        | États-Unis                           | 14 juillet 1967   | Atterrisseur                                |                 | Échec. |
| Lunar Orbiter 5                   | États-Unis                           | 1er août 1967     | Orbiteur                                    |                 | Images en haute résolution. Opérationnel du 6 au 18 août 1967.                                                                                 |
| Surveyor 5                        | États-Unis                           | 8 septembre 1967  | Atterrisseur                                |                 | Actif jusqu'au 17 décembre 1967. 19 049 images envoyées.                                                                                       |
| Surveyor 6                        | États-Unis                           | 7 novembre 1967   | Atterrisseur                                |                 | Actif jusqu'au 24 novembre 1967. 29 814 images envoyées. Le 17 novembre, redécolle et se repose 2,5 mètres plus loin.                          |
| Surveyor 7                        | États-Unis                           | 7 janvier 1968    | Atterrisseur                                |                 | Opérationnel jusqu'au 21 février 1968. 21 091 images envoyées.                                                                                 |
| Luna E-6LS No.112 (en)            | Union soviétique                     | 7 février 1968    | Orbiteur                                    | Ye-6LS          | Défaillance du troisième étage du lanceur. |
| Luna 14                           | Union soviétique                     | 7 avril 1968      | Orbiteur                                    | Ye-6LS          | Cartographie détaillée de la Lune, mesure du champ de gravité, test futur système de télécommunications.                                       |
| Apollo 8                          | États-Unis                           | 21 décembre 1968  | Mission habitée, survol                     |                 | Premier vol habité autour de la Lune (Borman, Lovell et Anders).                                                                               |
| Luna E-8 No.201 (en)              | Union soviétique                     | 19 février 1969   | Rover lunaire Lunokhod                      | Ye-8            | Problème avec la coiffe du lanceur. |
| Luna E-8-5 No. 402 (en)           | Union soviétique                     | 14 juin 1969      | Retour échantillon                          | Ye-8-5          | Échec. |
| Apollo 10                         | États-Unis                           | 18 mai 1969       | Mission habitée, orbiteur                   |                 | Répétition générale du premier débarquement sur la Lune (Stafford, Young et Cernan).                                                           |
| Luna 15                           | Union soviétique                     | 13 juillet 1969   | Retour échantillon                          | Ye-8-5          | La sonde s'écrase sur le sol lunaire. |
| Apollo 11                         | États-Unis                           | 16 juillet 1969   | Mission habitée, exploration surface        |                 | Armstrong et Aldrin sont les premiers hommes sur la Lune.                                                                                      |
| Cosmos 300 (en)                   | Union soviétique                     | 23 septembre 1969 | Retour échantillon                          | Ye-8-5          | La sonde ne parvient pas à quitter l'orbite terrestre.                                                                                         |
| Cosmos 305 (en)                   | Union soviétique                     | 22 octobre 1969   | Retour échantillon                          | Ye-8-5          | La sonde ne parvient pas à quitter l'orbite terrestre.                                                                                         |
| Apollo 12                         | États-Unis                           | 14 novembre 1969  | Mission habitée, exploration surface        |                 | Conrad et Bean retrouvent la sonde Surveyor 3.                                                                                                 |
| Luna E-8-5 No. 405 (en)           | Union soviétique                     | 6 février 1970    | Retour échantillon                          | Ye-8-5          | La sonde s'écrase sur le sol lunaire. |
| Apollo 13                         | États-Unis                           | 11 avril 1970     | Mission habitée, exploration surface        |                 | Échec. Retour de l'équipage sain et sauf. |
| Luna 16                           | Union soviétique                     | 12 septembre 1970 | Retour échantillon                          | Ye-8-5          | Un échantillon de sol de 101 g est ramené sur Terre.                                                                                           |
| Luna 17                           | Union soviétique                     | 10 novembre 1970  | Rover lunaire                               | Ye-8            | Le rover Lunokhod 1 fonctionne jusqu'au 14 septembre 1971 et parcourt 10,5 km.                                                                 |
| Apollo 14                         | États-Unis                           | 31 janvier 1971   | Mission habitée, exploration surface        |                 | Shepard et Mitchell parcourent plus de 3 km.                                                                                                   |
| Apollo 15                         | États-Unis                           | 26 juillet 1971   | Mission habitée, exploration surface        |                 | 1re utilisation d'un rover. Scott et Irwin parcourent 27,76 km.                                                                                |
| Luna 18                           | Union soviétique                     | 2 septembre 1971  | Retour échantillon                          | Ye-8-5          | La sonde s'écrase sur le sol lunaire. |
| Luna 19                           | Union soviétique                     | 28 septembre 1971 | Orbiteur                                    | Ye-8LS          | Fonctionne jusqu'au 3 octobre 1972. |
| Luna 20                           | Union soviétique                     | 14 février 1972   | Retour échantillon                          | Ye-8-5          | Un échantillon de sol de 55 g est ramené sur Terre.                                                                                            |
| Apollo 16                         | États-Unis                           | 16 avril 1972     | Mission habitée, exploration surface        |                 | 2e utilisation d'un rover. Young et Duke parcourent 26,55 km.                                                                                  |
| Apollo 17                         | États-Unis                           | 7 décembre 1972   | Mission habitée, exploration surface        |                 | 3e utilisation d'un rover. Cernan et le géologue Schmitt, derniers hommes sur la Lune, parcourent 35,89 km (record).                           |
| Luna 21                           | Union soviétique                     | 8 janvier 1973    | Rover lunaire                               | Ye-8            | Le rover Lunokhod 2 fonctionne jusqu'au 3 juillet 1973 ry parcourt au moins 37 km.                                                             |
| Luna 22                           | Union soviétique                     | 29 mai 1974       | Orbiteur                                    | Ye-8LS          | Fonctionne jusqu'au 2 septembre 1975. |
| Luna 23                           | Union soviétique                     | 28 octobre 1974   | Retour échantillon                          | Ye-8-5          | La foreuse est endommagée ; aucun échantillon n'est ramené.                                                                                    |
| Luna E-8-5M No. 412 (en)          | Union soviétique                     | 16 octobre 1975   | Retour échantillon                          | Ye-8-5M         | Échec. |
| Luna 24                           | Union soviétique                     | 9 août 1976       | Retour échantillon                          | Ye-8-5M         | Un échantillon de 170,1 g est ramené sur Terre.                                                                                                |
| Hiten                             | Japon                                | 24 janvier 1990   | Orbiteur, impacteur, survol                 |                 | Échec partiel du petit sous-satellite Hagoromo.                                                                                                |
| Clementine                        | États-Unis                           | 25 janvier 1994   | Orbiteur                                    |                 | Première sonde lunaire lancée par la {NASA depuis 20 ans.                                                                                      |
| Lunar Prospector                  | États-Unis                           | 7 janvier 1998    | Orbiteur, impacteur                         |                 | Carte détaillée de la distribution des éléments chimiques présents à la surface de la Lune.                                                    |
| Smart 1                           | Europe                               | 27 septembre 2003 | Orbiteur                                    |                 | Premier engin européen. Se déplaçant par propulsion ionique, il se met en orbite lunaire 14 mois après son décollage.                          |
| Kaguya                            | Japon                                | 14 septembre 2007 | Orbiteur                                    |                 | Études sur la géomorphologie de la Lune. |
| Chang'e 1                         | Chine                                | 24 octobre 2007   | Orbiteur                                    |                 | Premier engin chinois autour de la Lune. Cartographie en trois dimensions jusqu'en 2009.                                                       |
| Chandrayaan-1                     | Inde                                 | 22 octobre 2008   | Orbiteur                                    |                 | Premier satellite indien. Plusieurs objectifs dont une cartographie du sol.                                                                    |
| LRO                               | États-Unis                           | 18 juin 2009      | Orbiteur                                    |                 | Observations extrêmement détaillées de la surface.                                                                                             |
| LCROSS                            | États-Unis                           | 18 juin 2009      | Impacteur                                   |                 | Analyse des débris de Lune soulevés par l'impact du dernier étage de la fusée porteuse.                                                        |
| Chang'e 2                         | Chine                                | 1er octobre 2010  | Orbiteur                                    |                 | Images d'une résolution de 10 mètres pour celles prises à 100 km d'altitude, et 1,5 mètre pour celles photographiées à 15 km.                  |
| THEMIS 1 et 2                     | États-Unis                           | 15 septembre 2010 | Orbiteur                                    |                 | |
| GRAIL                             | États-Unis                           | 10 septembre 2011 | Orbiteur                                    |                 | Relevé détaillé du champ de gravité de la Lune.                                                                                                |
| LADEE                             | États-Unis                           | 2 mai 2013        | Orbiteur                                    |                 | Étude de l'atmosphère ténue (exosphère) et de la poussière de la Lune en suspension.                                                           |
| Chang'e 3                         | Chine                                | 1er décembre 2013 | Rover                                       |                 | Premier atterrissage d'une sonde chinoise. |
| Chang'e 4                         | Chine                                | 7 décembre 2018   | Rover                                       |                 | Premier atterrissage sur la face cachée. |
| Beresheet                         | Israël                               | 22 février 2019   | Atterrisseur                                |                 | La sonde s'écrase sur le sol lunaire. |
| Chandrayaan-2                     | Inde                                 | 22 juillet 2019   | Orbiteur, Rover                             |                 | Perte de contact avec l’atterrisseur avant le contact avec la surface lunaire.                                                                 |
| Chang'e 5                         | Chine                                | 23 novembre 2020  | Mission de retour d'échantillons            |                 | Retour d'échantillons le 16 décembre 2020. |
| Hakuto-R M1 (Rashid 1 et Sora-Q)  | Japon et Émirats arabes unis (rover) | 11 décembre 2022  | Atterrisseur, Rovers                        |                 | La sonde s'écrase sur le sol lunaire. |
| Danuri                            | Corée du Sud                         | 4 août 2022       | Orbiteur                                    |                 | Tests de transmission effectués avec succès, avec envoi d'images prises entre le 15 septembre et 15 octobre 2022.                              |
| Artemis I                         | États-Unis                           | 16 novembre 2022  | Mission non-habitée en orbite circumlunaire |                 | Images de la Lune transmise le 21 novembre 2022. Retour sur Terre le 11 décembre 2022.                                                         |
| Chandrayaan-3                     | Inde                                 | 14 juillet 2023   | Atterrisseur, Rover                         |                 | La sonde se pose près du pôle sud lunaire le 23 août 2023.                                                                                     |
| Luna 25                           | Russie                               | 11 août 2023      | Atterrisseur                                |                 | La sonde s'écrase sur le sol lunaire. |
| SLIM                              | Japon                                | 7 septembre 2023  | Atterrisseur                                |                 | L'atterrisseur se pose sur le nez mais reste fonctionnel.                                                                                      |
| Peregrine Mission One             | États-Unis                           | 8 janvier 2024    | Atterrisseur                                | Peregrine       | Échec. |
| Intuitive Machines One (Odysseus) | États-Unis                           | 15 février 2024   | Atterrisseur                                | Nova-C          | Premier atterrissage américain réussi depuis 1972. L'atterrisseur se couche sur le flanc.                                                      |
| Chang'e 6                         | Chine                                | 3 mai 2024        | Mission de retour d'échantillons            |                 | Retour d'échantillons (2 kg). |
| Blue Ghost                        | États-Unis                           | 15 janvier 2025   | Atterrisseur                                |                 | L'atterrisseur se pose le 2 mars 2025 dans la mer des Crises.                                                                                  |
| Intuitive Machines 2 (Athena)     | États-Unis                           | 26 février 2025   | Atterrisseur                                | Nova-C          | L'atterrisseur se pose le 6 mars 2025 mais se couche sur le côté.                                                                              |

## Documentaires
- 1998 : De la Terre à la Lune de Brian Grazer et Ron Howard
- 2002 : Opération Lune (documenteur) de William Karel
- 2007 : Dans l'ombre de la Lune de David Sington
- 2009 : Des mines sur la Lune, épisode de L'Épopée galactique
- 2011 : Le Voyage extraordinaire de Serge Bromberg et Eric Lange
- 2015 :
  - Les Secrets de la Lune d'Alexander Abela
  - Lune de François de Riberolles
  - Sous influence de la Lune de RMC
  - Qui a marché sur la Lune ? Aliens On The Moon de Robert Kiviat
- 2018 :
  - Lune, le huitième continent de Véronique Préault
  - Un billet pour la Lune de Veronika Janatkova et Till Steinmetz
- 2019 :
  - Apollo, la face cachée de la Lune de François Pomès
  - Apollo, missions vers la lune de Tom Jennings
  - Destination Lune, les anciens nazis de la Nasa de Jens Nicolai
  - La Lune, 50 ans après ? de Malina DeCarlo
  - Le Premier Homme sur la Lune - L'Histoire en marche d'Elliot Kew
  - Le Premier Homme sur la Lune - Révolution ou canular ? de Virginia Quinn
  - L'Homme et la Lune d'Eva Schötteldreier
  - Mission : vivre sur la Lune de Felix Kohler et Gabriel Stoukalov